# Celemantia
Celemantia (Kelemantia vagy Celementia) római katonai tábor (castellum) volt a Duna bal partján, a barbarikumban, Pannonia provincia közvetlen közelében. 2021 óta A Római Birodalom dunai limese világörökségi helyszín része.

## Elhelyezkedése

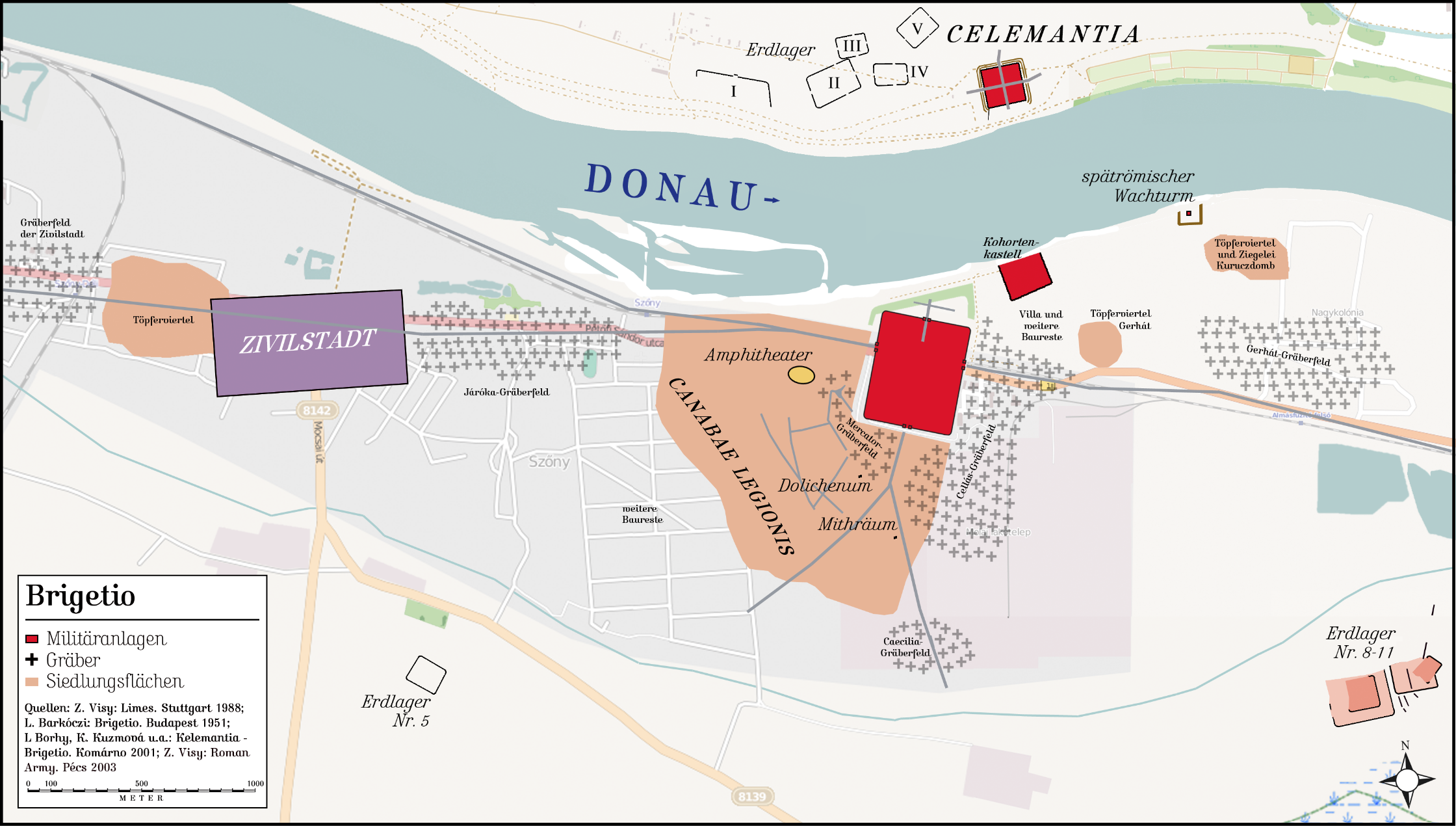
Celemantia a Dunától északra. Pirossal a palánk- és kőtábor, római számokkal a földtáborok

Celemantia erődje a Duna bal partján, a Vág torkolatától 4 km-re keletre helyezkedik el. A helyszín ma Szlovákiában, Izsa külterületén, a Leányvár nevű kisebb kiemelkedő dombon található. A terület az ókorban Brigetioval szemben, a germánok közé tartozó kvád törzs területén feküdt. Feladata Brigetio védelme és a dunai átkelőhely biztosítása volt. Emellett a barbárok elleni háborúkban a római hadsereg hadjáratainak kiindulópontjául szolgált békében pedig a folyami kereskedelmet ellenőrizte.

## Kutatása
A tábort az ókori írásos források egyértelműen nem említik, de feltehetően erre az erődre vonatkozik Klaudiosz Ptolemaiosz leírásában szereplő Kelemantia elnevezés. Egy 1661-es, a törökök elleni harcot bemutató rézkarcon ábrázolják a környék földsáncait, melyeket a 18. században Bél Mátyás leírása is megemlít. A Duna-menti római emlékeket kutató két angol utazó, Richard Pockock és Jeremiah Milles (akik a túlparti erődöt Brigetióval azonosították) vázlatot is készítettek róla. Rómer Flóris 1863-ban jelentős lelőhelyként említette.
Az első régészeti feltárások csak a 20. század elején kezdődtek meg a területen. Az izsai származású budapesti tanár, Tóth-Kurucz János több nyarat (1906-09, 1912, 1913) töltött itt ásatásokkal. Az általa végzett feltárások eredményeit a Duna-menti limesről szóló monográfiájában tette közzé. Feltárta az erőd belső területét, megállapításai a mai napig érvényesek.
Az első világháború után az erőd területe Csehszlovákiához került. 1932-ben Jaroslav Böhm folytatta a kutatásokat a külső védelmi rendszer feltárásával. 1955-56-ben Bedřich Svoboda, 1957-ben Mária Lamiová irányította a régészeti feltárást. Az ásatások során tisztázták a tábor alaprajzát, beazonosították épületeit meghatározták építési periódusait és számos leletet hoztak felszínre. Ezek közül legjelentősebb egy 3. századból származó, elefántcsontból faragott szobor, ami egy komikus színészt ábrázol.
A bős-nagymarosi vízlépcsőrendszer tervezésekor egy új gátat terveztek, mely a táboron áthaladó régi gát megerősítésével készült volna el. Így az erőd déli része víz alá került volna, de a többin is egy levezetőcsatorna haladt volna át. Hosszas tárgyalások után a régi gátat elbontották, az új pedig a tábortól délre épült fel. 1978-tól Ján Rajtár és Klára Kuzmová vezette a régészeti kutatást, melyek a palánk- és a kőtábor építéstörténetéről is sok adatok nyújtottak. A legfontosabb az a közel 1500, nagyrészt a katonák zsoldjából származó pénzérme, melyekkel az egyes részek építési idejét nagy pontossággal sikerült meghatározni.
1990-ben légifelvételek alapján sikerül földsáncokat azonosítani a tábortól északkeletre. A 2010-es évek munkálatai a nyitrai Régészet Intézet irányította.

## Története

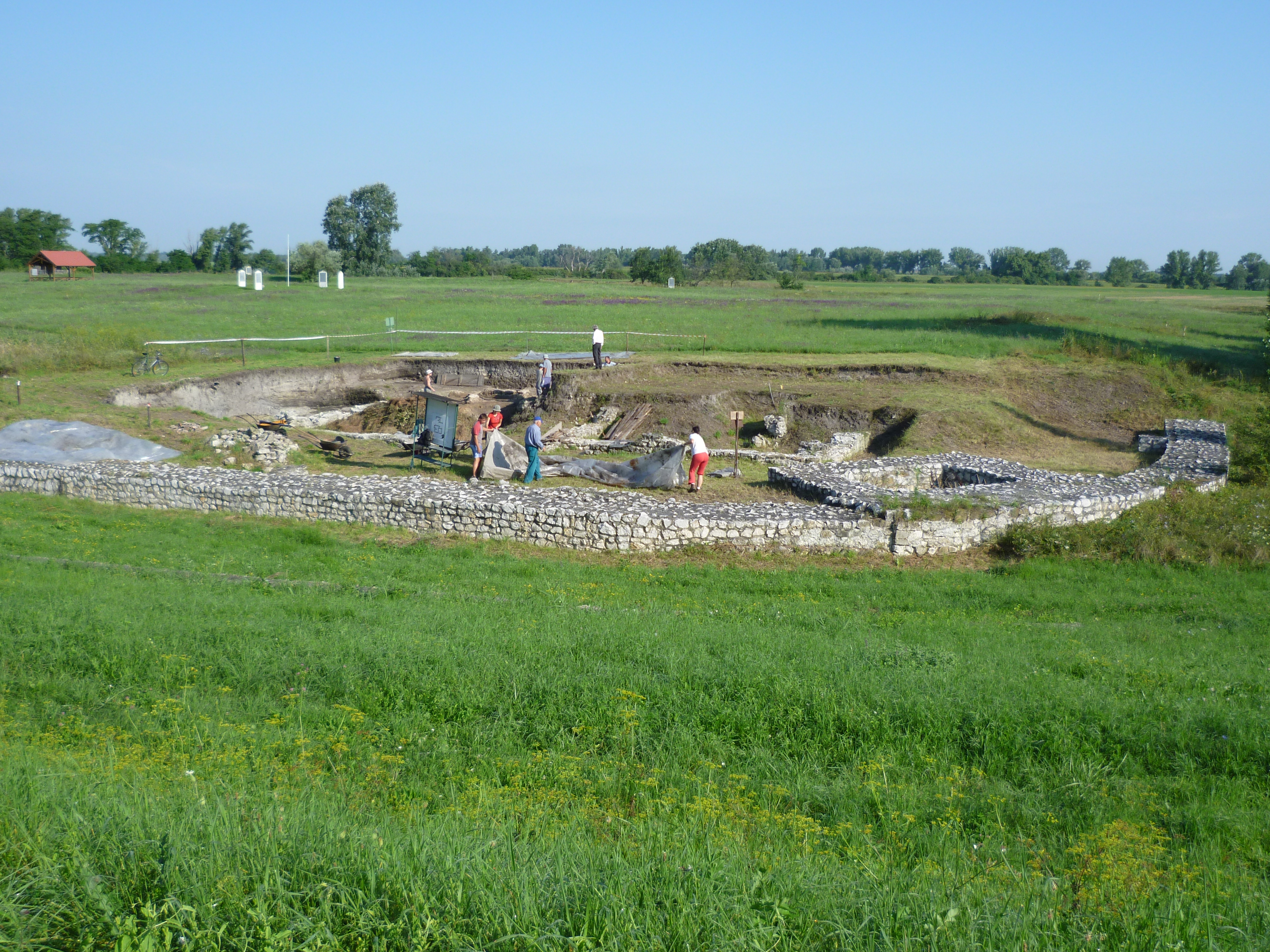
Az erőd romjai napjainkban

A rómaiak az 1. század folyamán hódították meg Pannoniát, mely során a birodalom határát a Dunáig tolták ki. A Duna túlsó partja már a barbárok földje, a Barbarikum része volt. A 2. század közepén a Duna túlpartján élő markomann és kvád törzsek háborúba keveredtek a rómaiakkal (markomann háborúk), mely során többször is átkeltek a folyón és nagy területeket pusztítottak el Pannoniában, Noricumban, sőt Itáliába is eljutottak. A háború során a rómaiak egy hídfőállást építettek ki a Duna bal partján, hogy az a kvádok elleni támadásaik kiindulópontjául szolgáljon. Így épült fel Brigetio légióstáborával szemben, a Vág dunai torkolatától keletre Celemantia erődje.
Az építés ideje pontosabban is meghatározható: mivel a germán törzsek 170-es támadásakor Brigetio elpusztult, feltételezhetjük, hogy az erőd ekkor még nem állt. Celemantia esetében nem ideiglenes, hanem állandónak szánt táborról volt szó, az csak a markomann háborúk első szakaszát lezáró békekötés (175) után épülhetett. Ekkor ugyanis a kvádoknak ki kellett üríteniük a Duna menti 6,5 kilométeres sávot, így ez a kvád területen épült erőd ennek ellenőrzésére szolgálhatott. Az előkerült fegyverek is ezt támasztják alá, az itt állomásozó csapatok valószínűleg lovas íjászok lehettek, ám sem az ókori források, sem régészeti leletek nem árulkodnak a csapatok elnevezéséről.

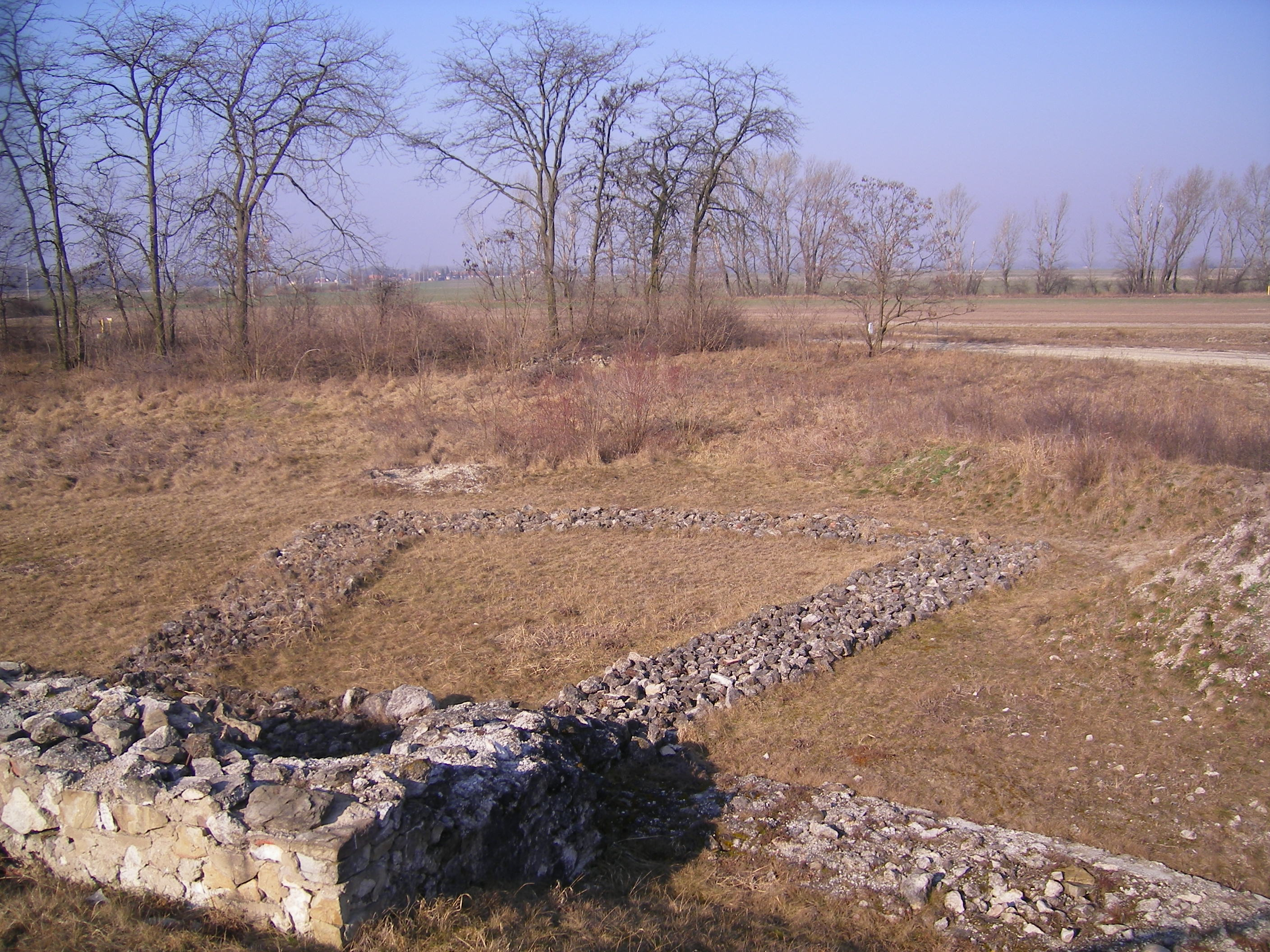
Az erőd északkeleti saroktornyának alapja

A palánkkal övezett erőd azonban 179-ben az újabb germán támadások miatt tűzvész áldozata lett. Ezután a rómaiak az elpusztult erőd közelében több kisebb földtábort építettek, hogy azok helyettesítsék az erődöt kvádok elleni hadjárataik bázisaként. A háború után új erősséget emeltek kőből, mely a 3. század közepén kiújuló harcok során megrongálódott. A 4. század közepén, a Constantinus-dinasztia idején Pannonia többi erődjéhez hasonlóan ezt is korszerűsítették. Az erőd elhagyása és pusztulása valószínűleg I. Valentinianus halála (375) után következett be. 374-75-ban újabb háború zajlott a rómaiak és a kvád-szarmata törzsek között, mely során az erőd újra fontos katonai szerepet töltött be. A harcok utáni béketárgyalások Brigetióban folytak, ezek alatt vesztette életét a császár agyvérzés következtében. A 378-as hadrianopoiszi csata után a rómaiak már nem tudták megakadályozni, hogy Pannonia területére germán törzsek telepedjenek le. Az ezt követő időszakban feltehetően még egy ideig használták a terület kvád, majd az őket felváltó gót és alán törzsek tagjai. A 10. század elején kialakult közeli falu lakói a tábor területét temetőként hasznosították.

## Leírása

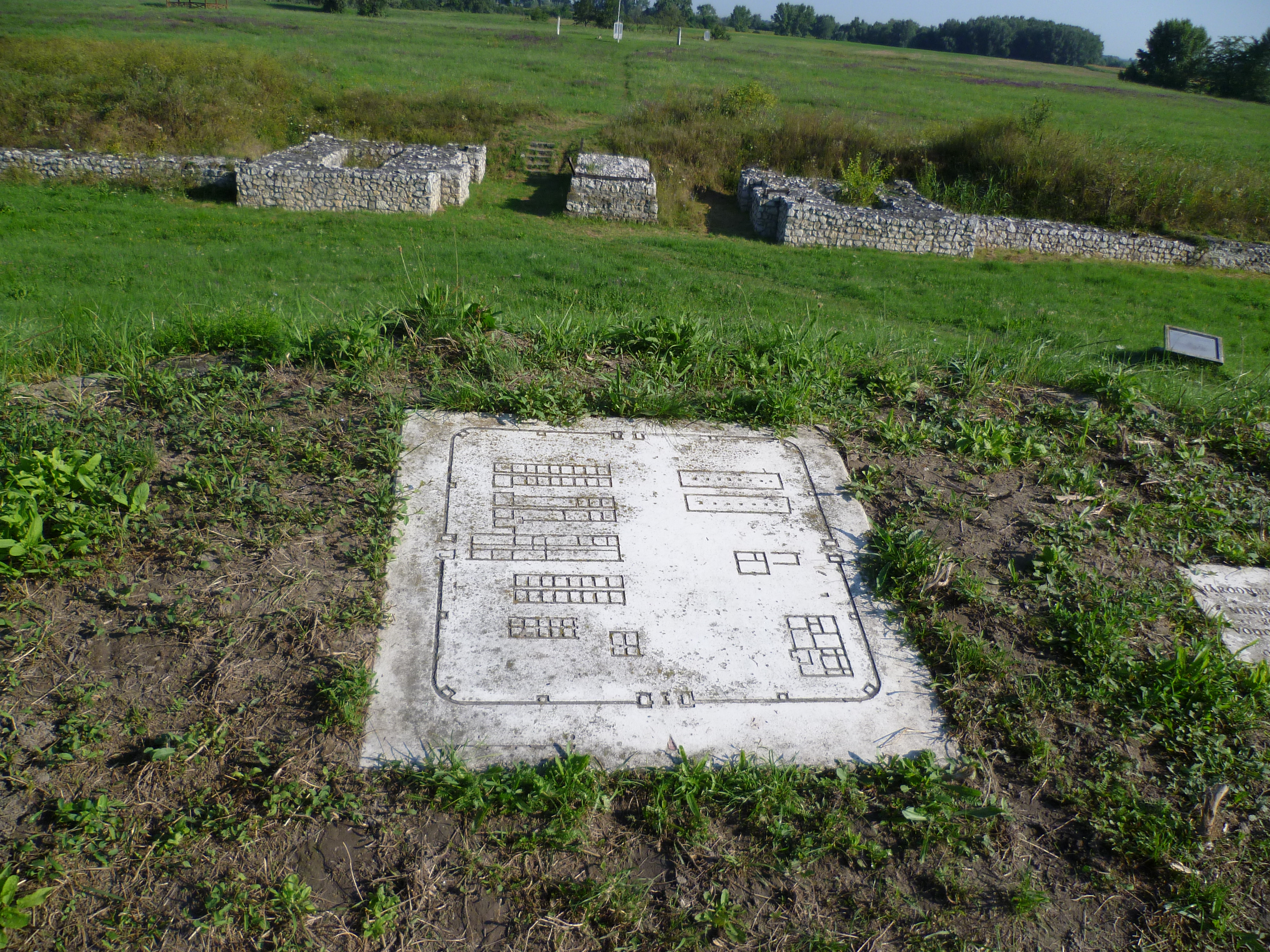
A tábor alaprajza

### A palánktábor
A tábor területe legalább 3 hektár lehetett. Fából készült kerítését földsáncok és kettős árokrendszer vette körül. Belsejében 11, vályogból épült falú, nádtetős kaszárnyaépület maradványait tárták fel. Hosszuk 44-48, szélességük 11-12 méter volt, mindegyik épületet egy vastag fal osztotta ketté. Mindkét részt vékonyabb falak tagoltak további 3-3 helyiségre. Padlózatuk döngölt agyag, ritkább esetben vályogtégla volt. A padlóban talált mélyedések tűzhelyek, kemencék meglétére utalnak. Az épületeket kívülről vízelvezető árkok vették körbe.
A feltárások során az épületek pusztulásának okát is sikerült meghatározni: tűz rombolta le őket, ami egy germán támadás következtében keletkezhetett. A padlózat és a betemetődött árkok sok edénytöredéket rejtettek, de szerszámok, fegyverek és a cipők talpalásához használt vasszegecsek is előkerültek, ezek szintén váratlan, gyors pusztulás jelei. Éremleletek alapján a palánktábor pusztulási ideje 179-re, a markomann háborúk második szakaszára keltezhető.

### A földtáborok
Az 5 földtábor mindegyike a sarkokon lekerekített téglalap alakú. Nagyságuk elég eltérő (hosszuk 130–330 m, szélességük 90–200 m, területük 1-6,5 ha), és egymás közvetlen közelében, csak egy árokkal elválasztva helyezték el őket. Az árkok szélessége 2-2,5 méter, mélysége 2 méter volt. Az egyik árokból előkerült Commodushoz köthető érem 178-180 között készült. Ennek és egységes kialakításuknak köszönhetően tudjuk azt, hogy a földtáborok a palánktábor pusztulása után, de a háború befejezése előtt készültek, hogy a katonáknak ideiglenes elhelyezést biztosítsanak.

### A kőtábor

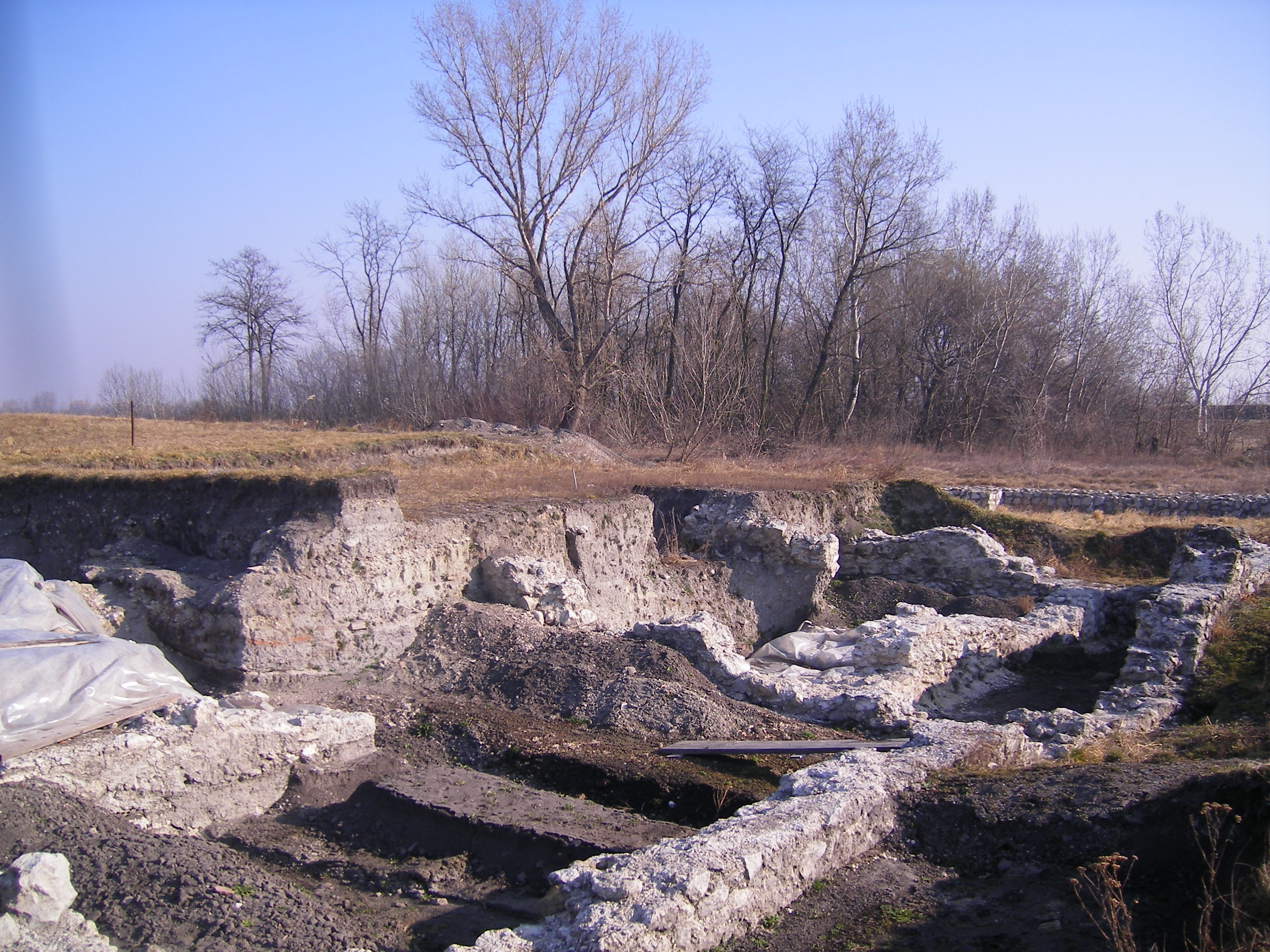
Ásatások az erőd fürdőjénél 2008-ban

A markomann háborúk után ismét szükség volt egy Duna bal parti hídfőállásra a térségben, hogy a rómaiak ellenőrizhessék, betartják-e a kvádok a békeszerződés pontjait. Nemcsak az elpusztult pannoniai erődök újjáépítése indult meg, hanem Celemantiát is rendbe hozták. Az erőd ekkor kőfalakat kapott. Építését a brigetiói legio I Adiutrix (első segédlégió) katonái végezték, akiknek az építőanyagokat (kő, tégla, mész, fa) a Dunán keresztül kellett az erődhöz eljuttatni.
A sarkain lekerekített négyszög alaprajzú erősség területe 3 hektár volt, oldalai pedig 172 méter hosszúak. A falak 4-5 méter magasak voltak, belső oldalukon földtöltést építettek melléjük, ami a járőrök járófelületeként szolgált. Négy oldalán egy-egy kapu épült, melyeket két-két torony erősített. Legfontosabb a dél felé nyíló porta decumana volt, mert ez biztosította az összeköttetést a Dunán keresztül Brigetióval. Téglalap alaprajzú tornyai kiugrottak a fal síkjából. A kapunak két bejárata volt, melyeket középen oszlop választott el egymástól. Az északi kapu (porta praetoria), mely az ellenséges terület felé nyílt, csak egy bejáratú volt. A saroktornyok és a kapuk tornyai belülről voltak a falhoz hozzáépítve. Kívülről árok vette körbe az egész létesítményt. A falakon összesen 20 tornyot építettek: 1-1 a négy sarkon, 2-2 a négy kapunál és további 2-2 az egyes oldalakon, a kaputorony és a saroktorony között.

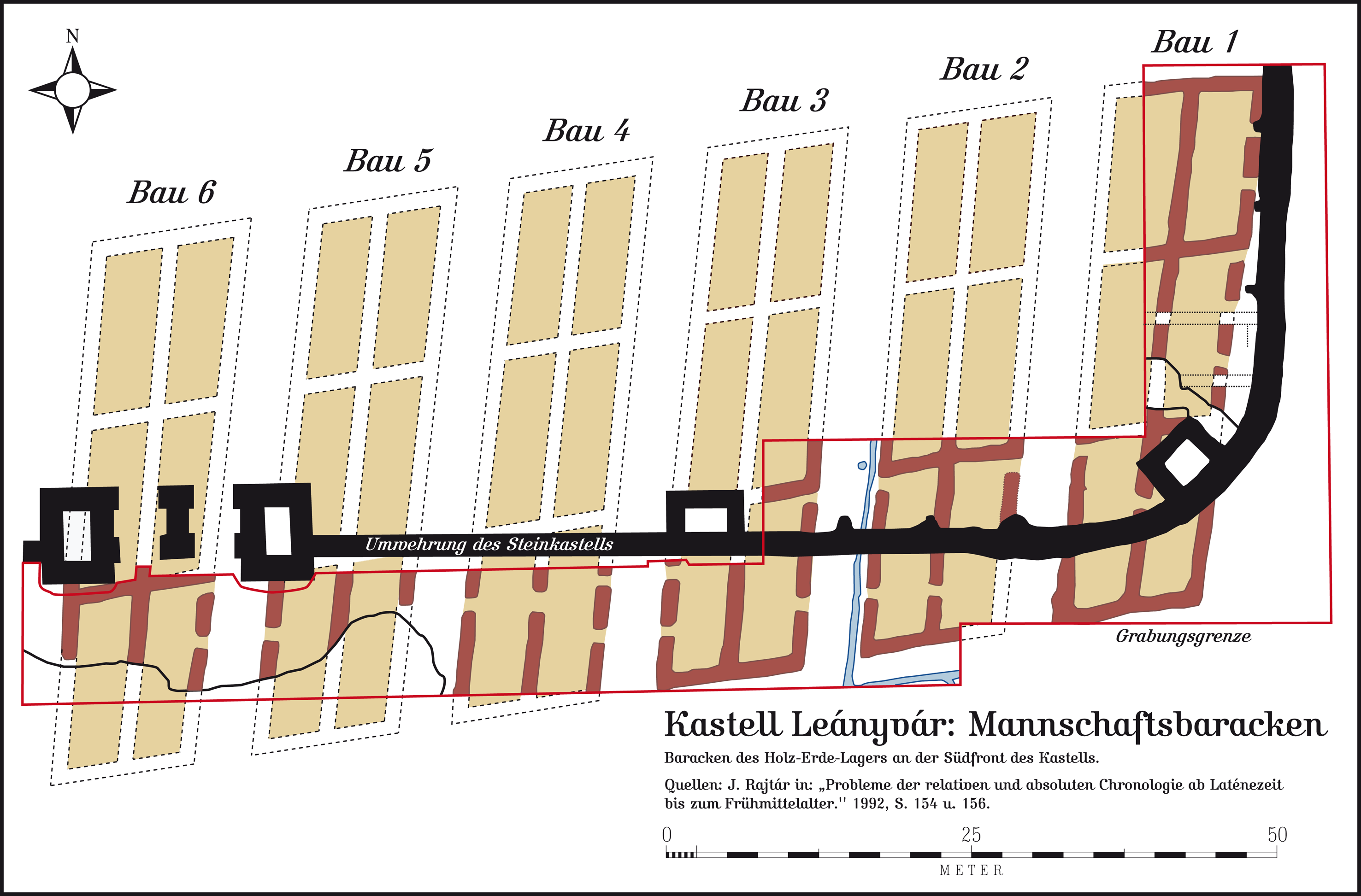
Kaszárnyák a táborban

A tábor két főútvonala a via principalis és a via decumana középen derékszögben metszették egymást. A szokásoktól eltérően nem itt állt a parancsnokság (principia) épülete, hanem a nyugati kapu közelében. A tábor fürdője a délkeleti részen kapott helyet. Az északi fal mellett gabonaraktárak (horreum) sorakoztak, a többi épület istálló és kaszárnya volt. Az egyik kaszárnyát a tábor délnyugati oldalán 30 méter hosszúságban részletesen feltárták. A hosszúkás, téglalap alakú épületet középen kőfal osztotta két részre. Kisebb falak további helyiségekre tagolták. Padlójuk döngölt agyagból készült, csak az egyik helyiséget fedték kőlapok. Az épület tűzvészben pusztult el a 3. század közepén. Romjait újabb épületek emeléséhez használták fel. A kaszárnya közelében két nagy kenyérsütésre használt kemencét és kutakat is feltártak. A kutak gödrének aljára borókából készített, kerek hordókat eresztettek le, a kávát pedig kőborítással szilárdították. Csak a fontosabb épületek voltak teljesen kőből, a többséget kőalapozás után vályogtéglákból emelték. A tetőket masszív cserepek borították.
A táborban használt edények (fazekak, tálak, kancsók, poharak) többnyire a brigetiói fazekasok munkái, de vannak közöttük messzebbről (Germania, Gallia, Raetia) származó, magasabb minőségű darabok (pl. terra sigilláták) is. Ez a jelenség Brigetio fontos kereskedelmi szerepét bizonyítja: a római áruk itt jutottak el a kvád területekre.
A katonák gabonából készült kását, kenyeret, húst, halat fogyasztottak. Ételüket saját kis tűzhelyeiken készítették el a kaszárnyában, kivéve a kenyeret, melyet nagyobb kemencékben, közösen sütöttek. Ezek közül kettőt is feltártak: tűzbiztonsági okokból az épületektől távolabb, a tornyok közelében álltak, aljukat téglával rakták ki, kupolájuk agyagból készült. Az edények mellett fegyverek, szerszámok, ékszerek (aranygyűrű), kultikus tárgyak (Jupiter szobor darabja) és rengeteg pénzérme is előkerültek.
A 4. század közepén lezajló átépítések során a tábor új, hatékonyabb védekezést lehetővé tevő tornyokat kapott az északi falnál és három sarkánál. Ezeket már kívülről építették hozzá a fal síkjához, így abból nagyobb távolságban ugrottak ki. A külső védelmi vonalat öt széles árokkal és földsáncokkal fejlesztették tovább.

## Bemutatása

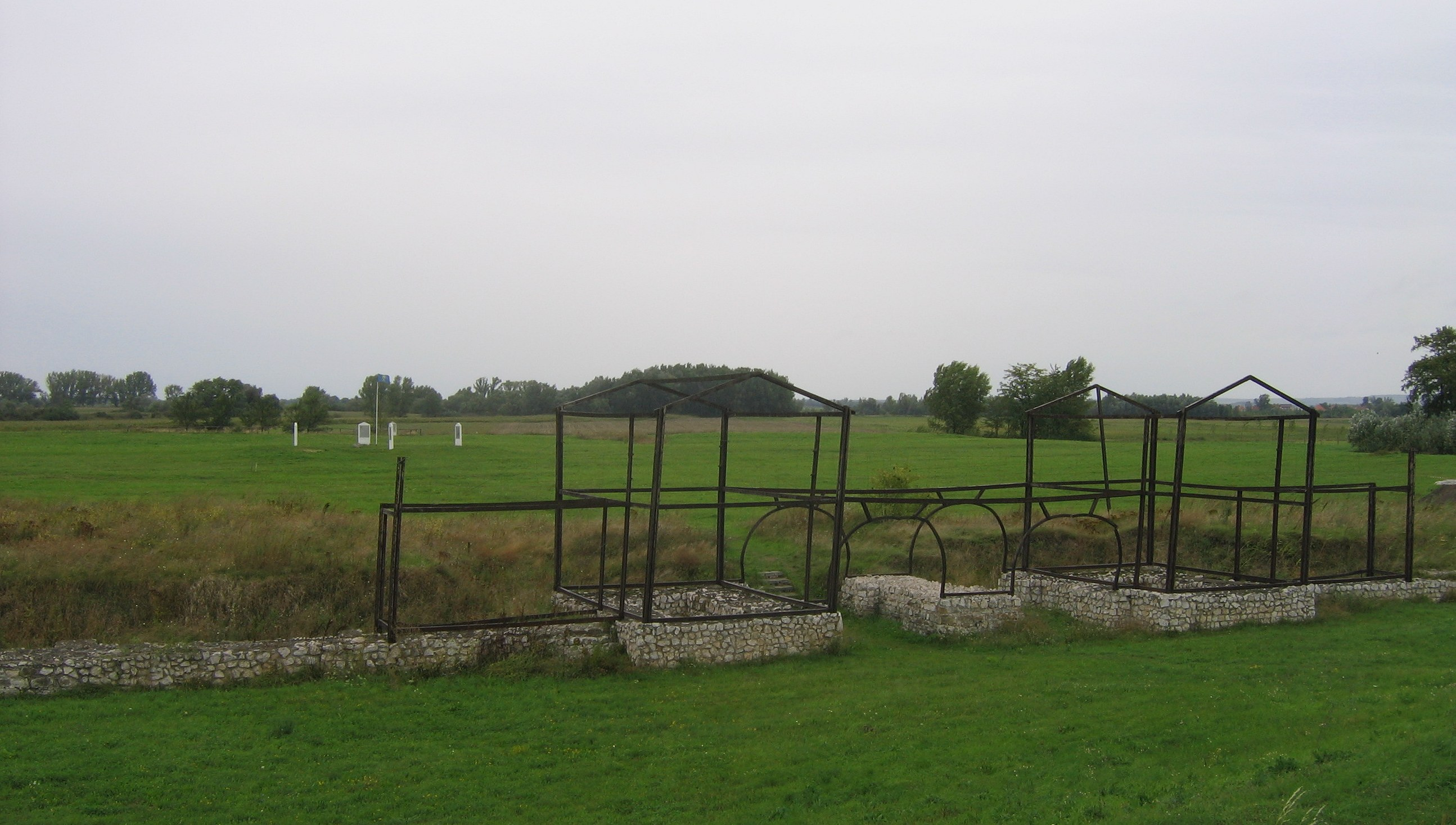
Falrekonstrukció

Az erőd területe 1957 óta műemléki védelem alatt áll, 1990-ben nemzeti kulturális örökséggé nyilvánították. Később szabadtéri bemutatóhelyet alakítottak ki itt, ami egész évben ingyenesen látogatható. Rekonstruálták az erőd nyugati részét, benne a nyugati fallal és kapujának sziluettjével. Látható a sarkokon és a falak mentén lévő tornyok helyzete, az északi kapu, valamint az északkeleti és északnyugati torony alaprajza. Az erőd belsejében a kaszárnyák, a kút és a ciszterna nyomai figyelhetőek meg. A maradványok mellett rekonstrukciókat mutató, négy nyelvű (szlovák, magyar, német, angol) ismertetőtáblák találhatóak.
A további tervek között szerepel a falak fokozatos kiegészítése, egy, a gáton épülő kilátótorony, ahonnan a terület jól áttekinthető, valamint a délnyugati oldalon egy kaszárnyaépület teljes rekonstrukciója. Elkészült a terület komplex turisztikai fejlesztési terve is (utak, kerékpárút, étterem, kemping, kikötő, strand, sportpályák).
Az itt feltárt leletek a révkomáromi Duna Múzeumban, a nyitrai Szlovák Mezőgazdasági Múzeumban és a pozsonyi Szlovák Nemzeti Múzeumban vannak kiállítva.

## Galéria

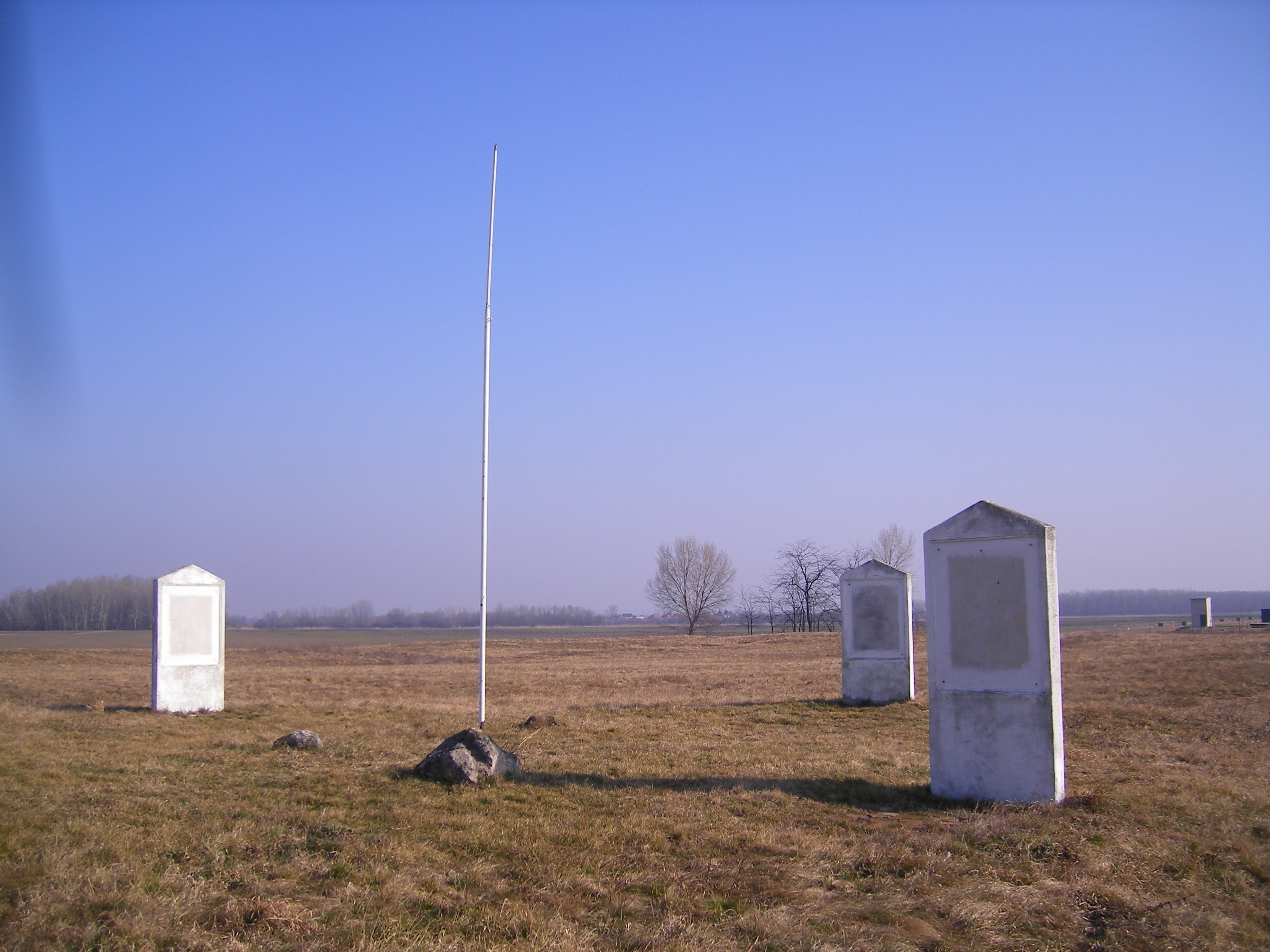
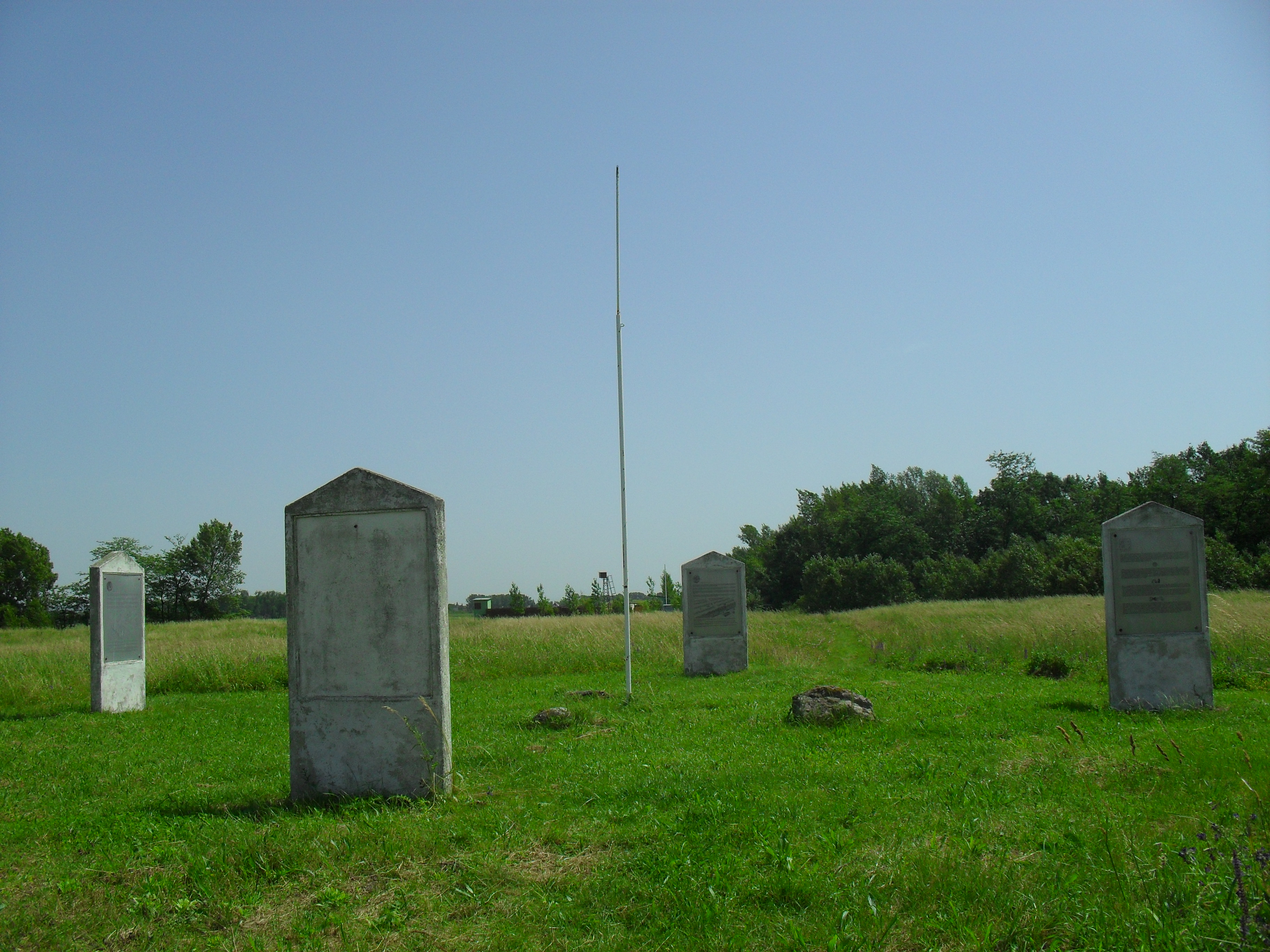
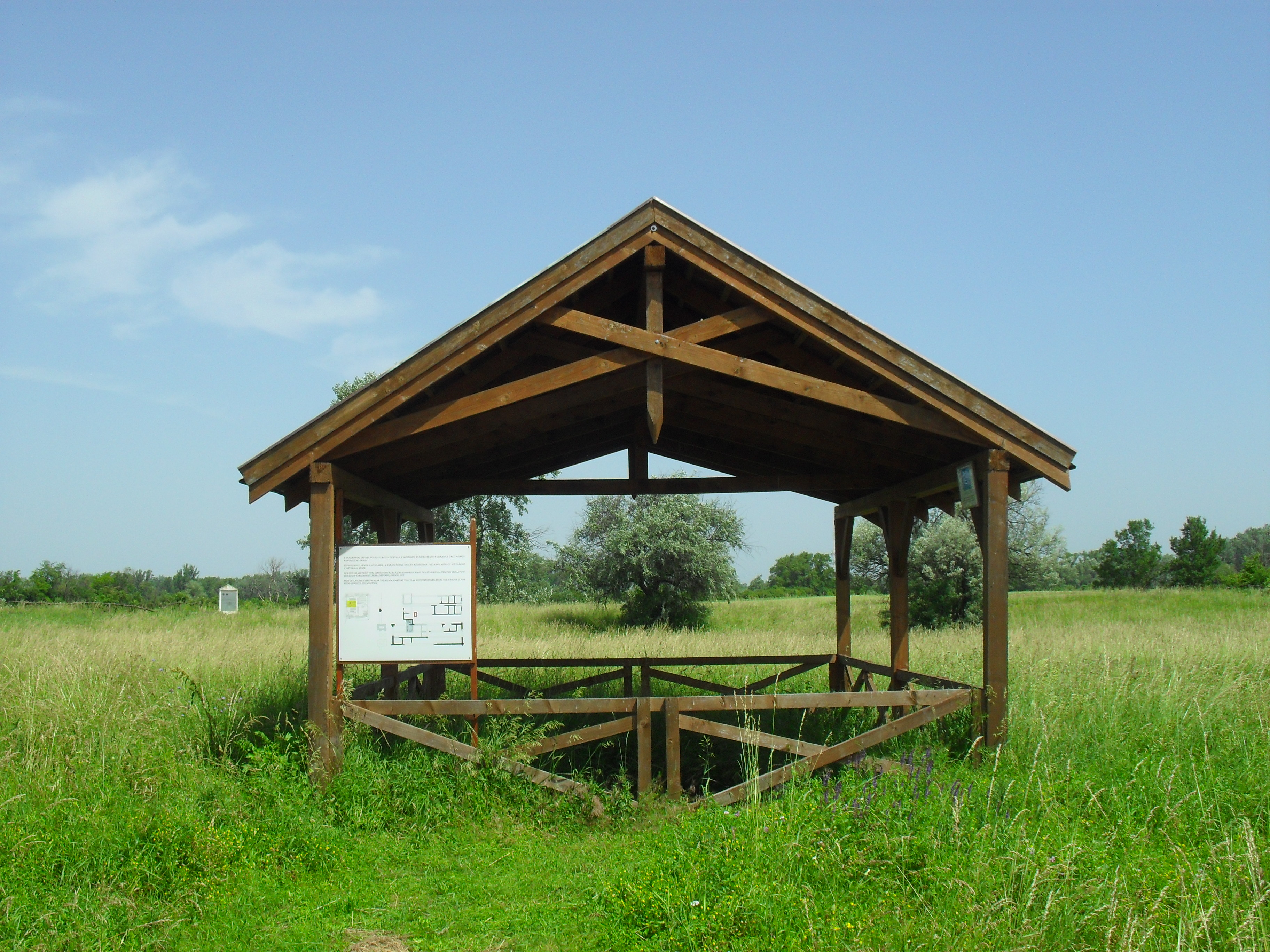
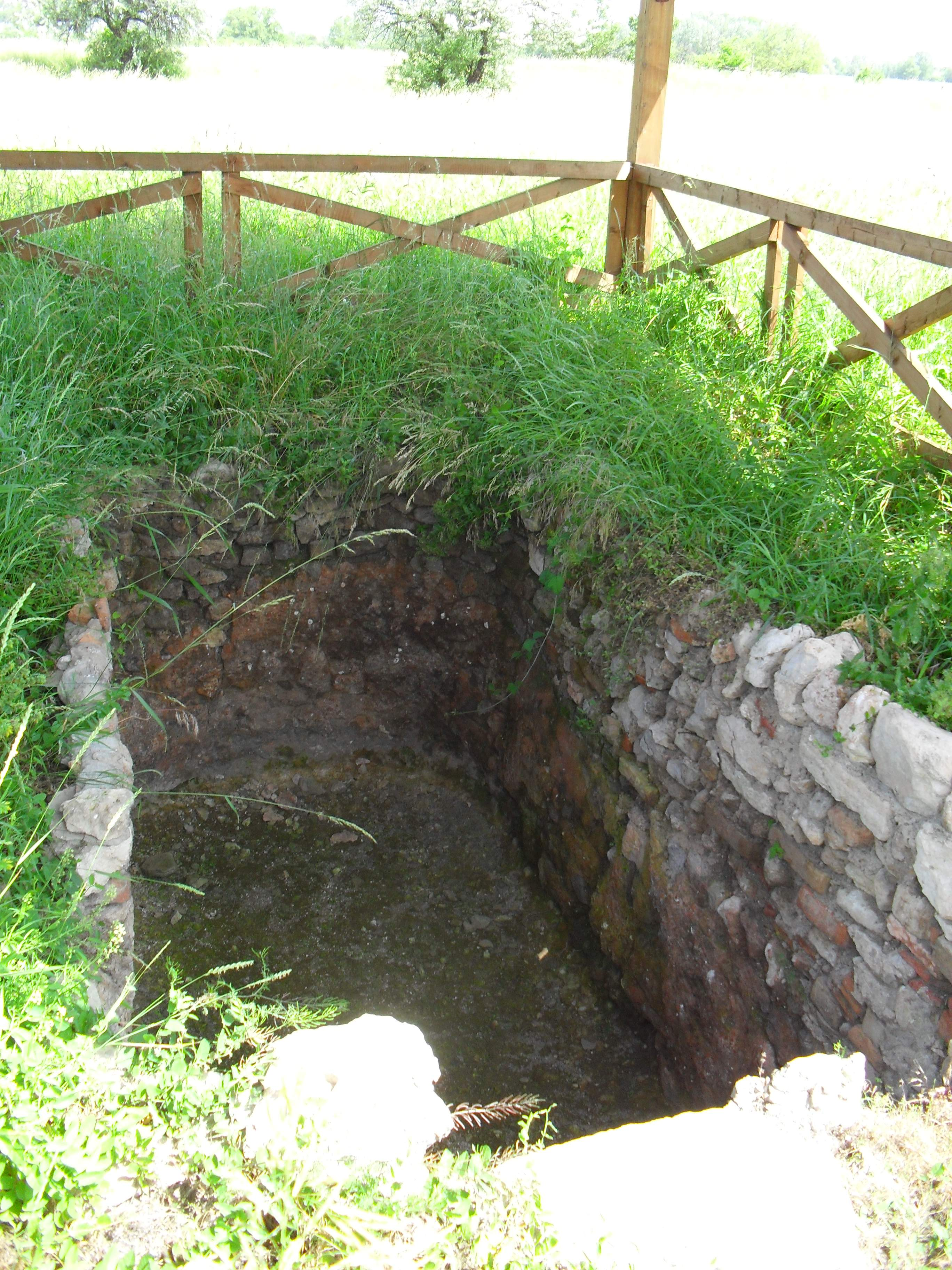
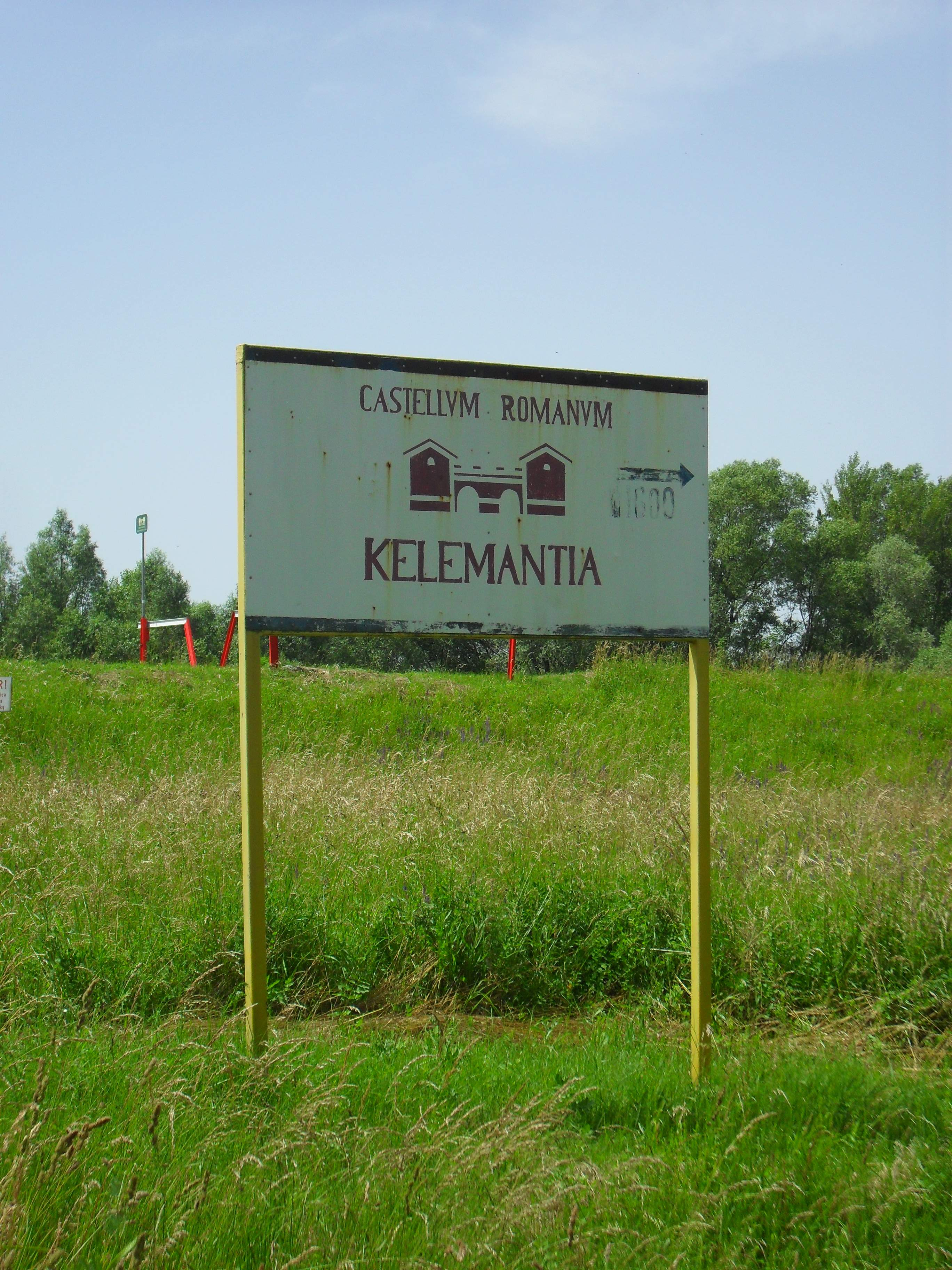
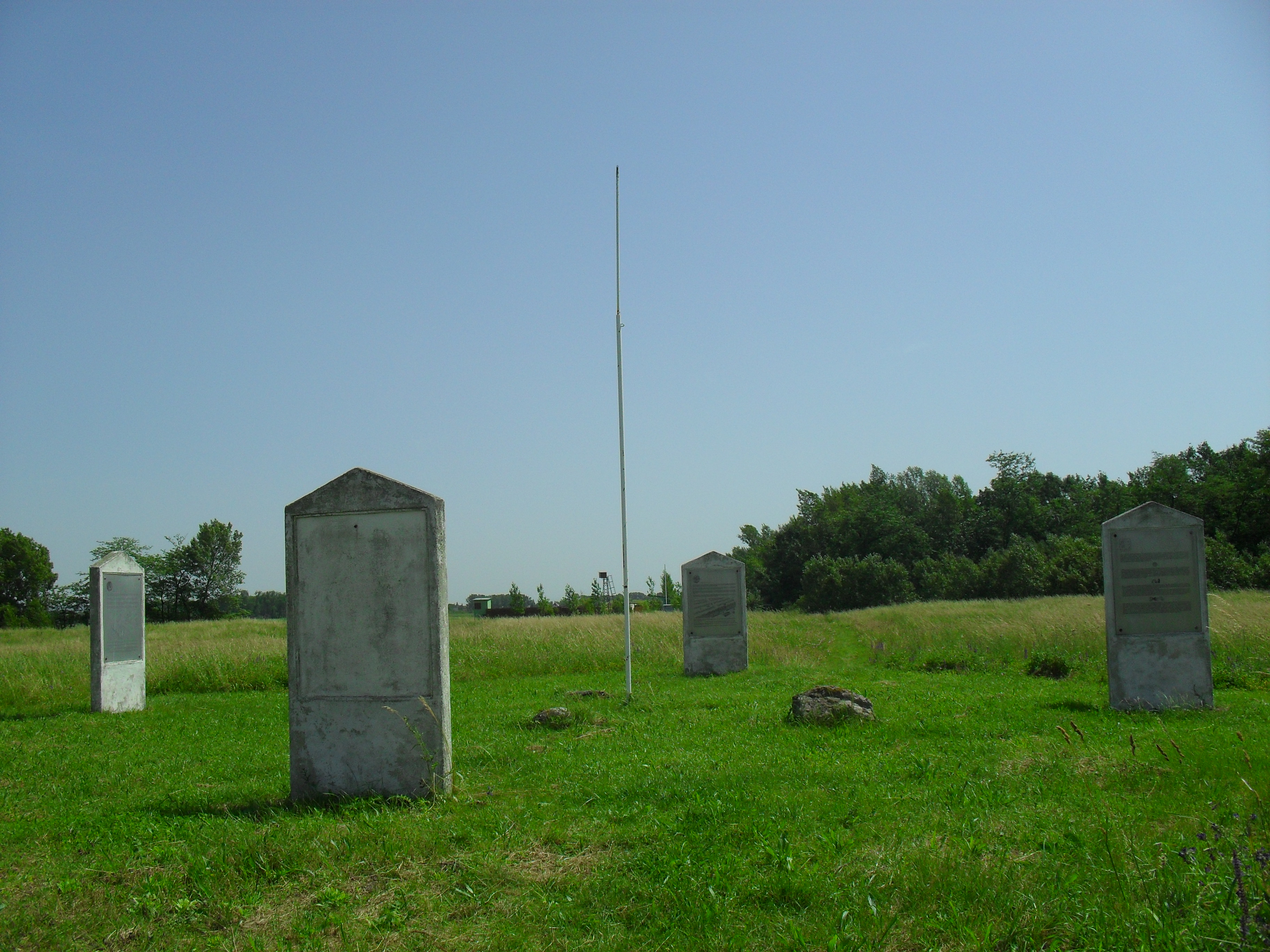
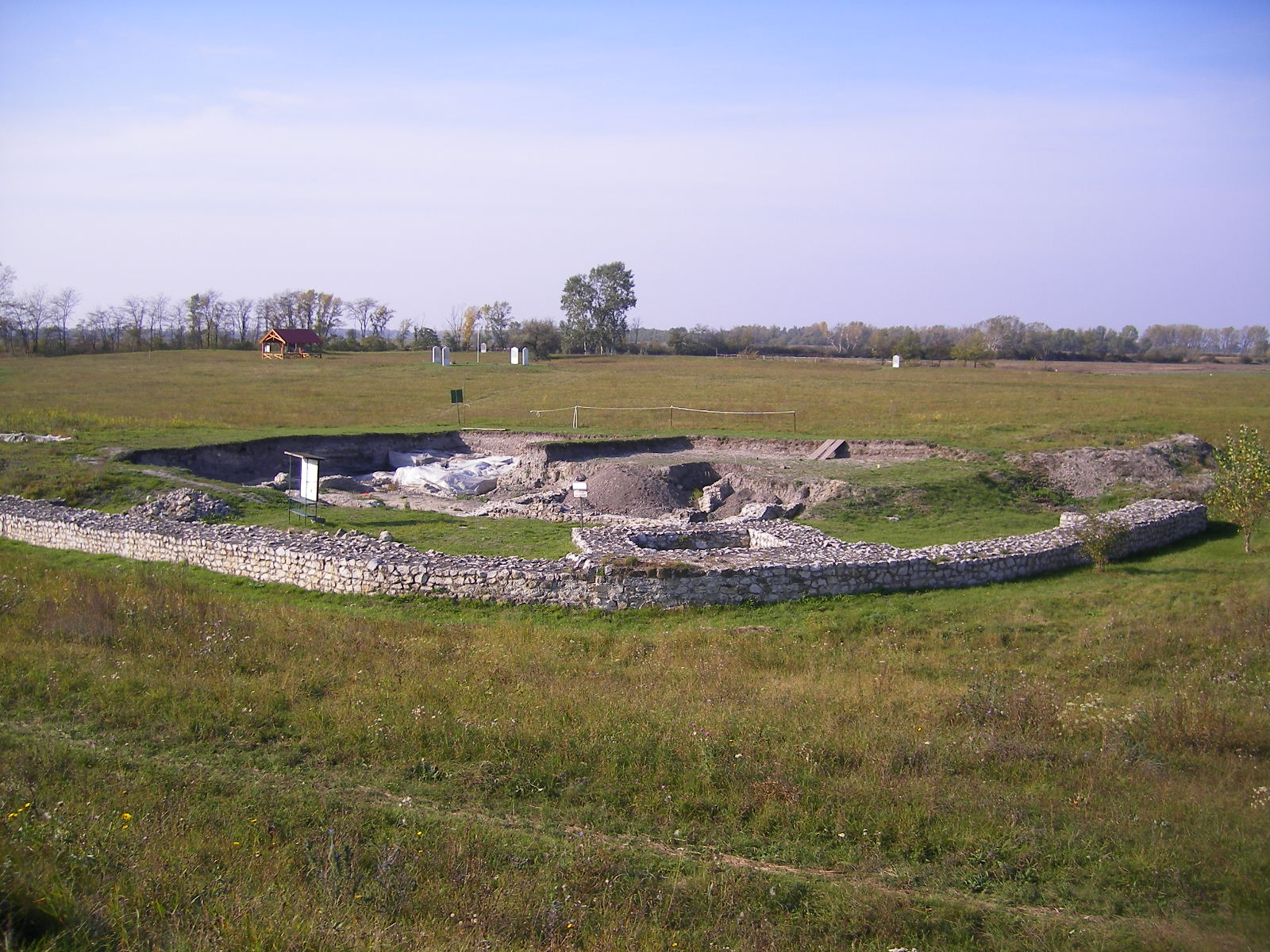
A délkeleti torony a Duna töltéséről a 2008-as ásatások során
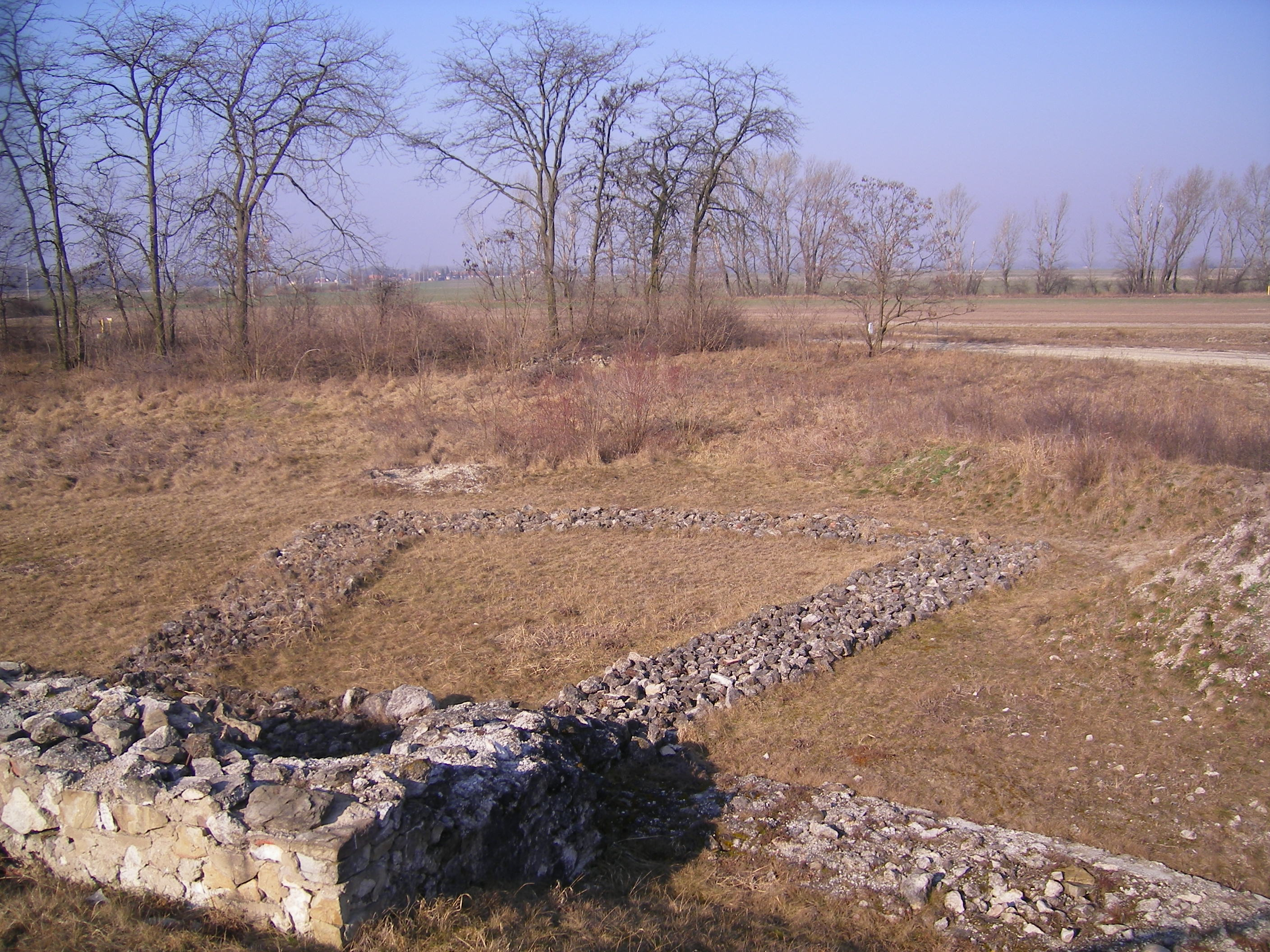
Az északnyugati torony alapjai
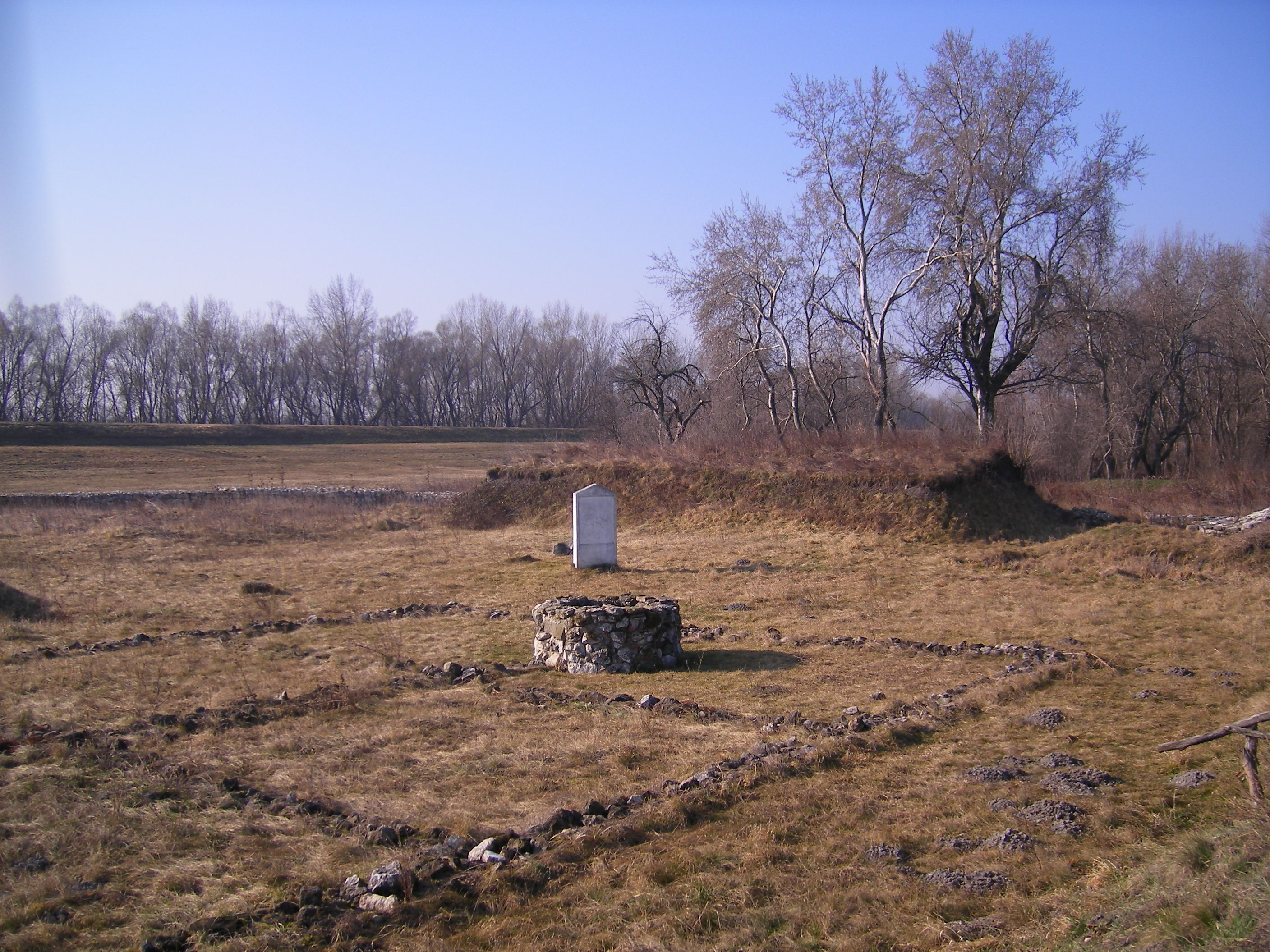
A helyreállított kút
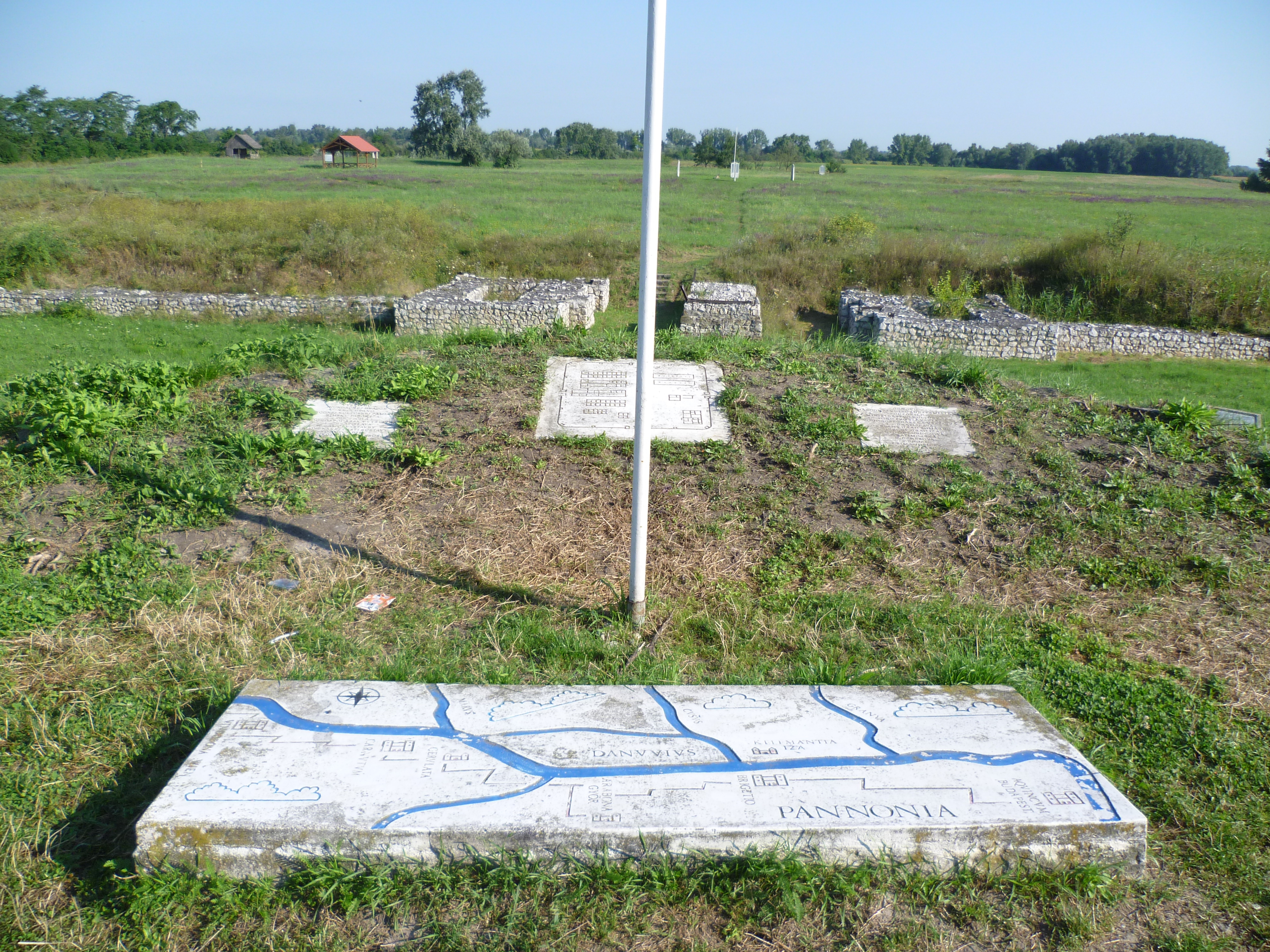

## Külső hivatkozások
- A római tábor honlapja